# 앨런 오트리

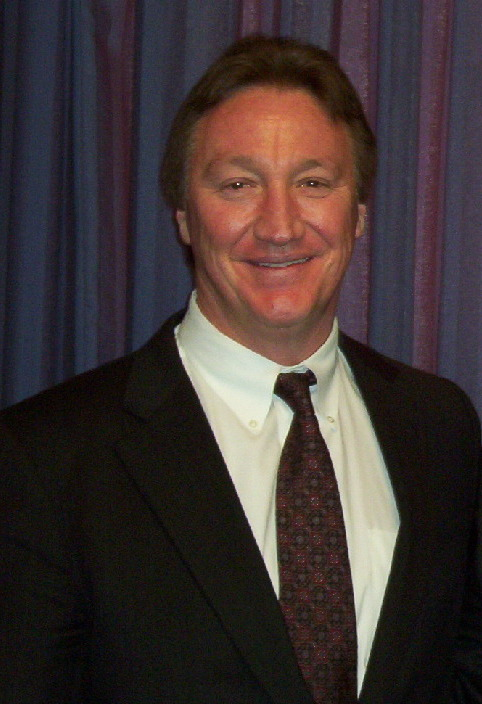

앨런 오트리(Alan Autry, 1952년 7월 31일 ~ )는 미국의 배우, 정치인, 전직 NFL 선수이다.
슈리브포트에서 태어났다.

## 출연 작품
- 빅토리 바이 서브미션 (2016년)
- 그레이스 언더 파이어 (1993년)
- 인트루더 (1992년)
- LA 대지진 특급 (1990년)
- 사막의 투사들 (1988년)
- 싸이렌트 보이스 (1987년)
- 방황의 미로 (1987년)
- 두 남자 (1987년)
- 블루 데빌 (1986년)
- 폐쇄 구역 (1986년)
- 유목민들 (1986년)
- 하우스 (1986년)
- 백만장자 브루스터 (1985년)
- 두 얼굴의 스파이 (1985년)
- 론 스타 (1983년)
- 서던 콤포트 (1981년)
- 뽀빠이 (1980년)
- 달라스의 투혼 (1979년)
- 해저드 마을의 듀크 가족 (1979년)
- 리멤버 마이 네임 (1978년)

### 텔레비전
- A 특공대 (1983, 1986)
- In the Heat of the Night (1988-95)